# Shayi
Shayi (kinesiska: 沙益, 沙益乡) är en socken i Kina. Den ligger i den autonoma regionen Tibet, i den sydvästra delen av landet, omkring 650 kilometer öster om regionhuvudstaden Lhasa.
Genomsnittlig årsnederbörd är 742 millimeter. Den regnigaste månaden är juli, med i genomsnitt 200 mm nederbörd, och den torraste är november, med 2 mm nederbörd.